# 印尼燕鱼
印尼燕鱼（学名：Platax batavianus）为輻鰭魚綱鱸形目鱸亞目刺尾魚亞目白鲳科的一種，俗名万隆燕鱼。

## 分布
本魚分布于印度－西太平洋區，包括馬達加斯加、泰國、台灣岛、巴布亞紐幾內亞、印尼、澳洲等海域。该物种的模式产地在雅加达。

## 深度
水深4－25公尺。

## 特徵
本魚體極側扁，呈菱形，頭部陡斜，口小而圓鈍。成魚體呈銀色，魚鰭暗色的。稚魚體黑色，背鰭和腹鰭皆延長呈鐮刀狀，體側具3條黑色橫帶。亞成魚體呈褐色，有黑色的來自後頸的橫帶，在眼之上到來自背鰭起點的胸與另外黑色的橫帶，在胸鰭之上對腹鰭，胸鰭與腹鰭深褐色或黑色。成魚的吻輪廓凹曲，有突出的在眼之間的多骨膨脹。頜部有條紋細長且平的三尖齒，中央的尖頭3到4個倍側部尖頭。犛骨有一條強齒的條紋，顎骨無齒。在下頜的兩邊上的五個孔。前鰓蓋骨平滑，鰓蓋沒有棘，背鰭硬棘6－7枚；背鰭軟條28－31枚；臀鰭硬棘3枚；臀鰭軟條19－23枚，體長可達65公分。

## 生態
本魚幼魚棲息於較淺的沿岸海域，成魚則生活於較深的珊瑚礁或岩礁區，多獨行，偶爾成雙或小群出現，屬雜食性，以藻類及小型無脊椎動物為食。

## 經濟利用
幼魚體態優美，可做為觀賞魚，成魚則可食用，肉質鮮美。